# جميل ووكر
جميل ووكر (بالإنجليزية: Jamil Walker)‏ (21 أبريل 1981 روتشستر الولايات المتحدة - ) هو لاعب كرة قدم أمريكي يلعب كمهاجم.